# BIN・KANルージュ/囁いてジュテーム -Je t'aime-
『BIN・KANルージュ/囁いてジュテーム -Je t'aime-』（びんかんるーじゅ、ささやいてじゅてーむ、英名：BIN KAN Rouge and Whisper Je Tame）は、1983年9月25日に徳間ジャパンから発売、ミノルフォンレコードから販売された太田貴子の2ndレコード。KA-2105。

## 概要
太田貴子がヒロインを務め日本テレビが全国ネットで放送していたテレビアニメ・『魔法の天使クリィミーマミ』の挿入歌。
2008年12月24日にセルフカバー版として「デリケートに好きして（21st century ver.）」には本曲も収録された。

### BIN・KANルージュ
劇中初登場は第19話でパルテノン・プロダクションの最大イベント・後楽園球場で行われたクリィミーマミの新曲スペシャルで入場者は5万人。後日、新島でCF撮り。その後、第20話、第21話でのレコーディング及び第22話でのコンサート、第23話での収録撮りをし第25話、第30話、第31話のショー、第38話のスプリングコンサート、第40話ではスネイクジョーの企みで自営店・クリイミークレープと彼と堺久美子が経営しているお好み焼き店・火の車の戦いにおいて最終日に自宅の応援の為に熱唱。第42話では市民公会堂で開かれた素人のど自慢大会で父・哲夫が熱唱。しかし音痴な為、母・なつめと自身で熱唱する。第44話では俊夫とみどりが通った遊園地でBGMとして流れ、その後第45話での市民公会堂でのミニコンサートを経て第50話から第52話の最終回3部作ではセントラル競馬場で開かれた「クリィミーマミデビュー1周年記念コンサート」でトップバッターとして使われた。その後、『魔法の天使クリィミーマミ 永遠のワンスモア』では挿入歌として優と俊夫、みどりがプールで楽しむシーンで使用された。1985年の『魔法の天使クリィミーマミ ロング・グッドバイ』でも挿入歌としてパルテノン・プロダクションが入居しているビルから調布の撮影所までの間の道で綾瀬めぐみがカラオケで熱唱した。

### 囁いてジュテーム -Je t'aime-
劇中初登場は第50話から第52話の最終回3部作において「美衝撃」共々3番目の歌唱曲として使用され、放送終了後のOVA・『魔法の天使クリィミーマミ 永遠のワンスモア』のテレビ放送時及びビデオ再販売時のエンディングテーマとして使用された。

## 収録内容
| 全編曲: 岩本正樹。 |                                  |           |            |      |
| #                  | タイトル                         | 作詞      | 作曲       | 時間 |
| 1.                 | 「BIN・KANルージュ」             | 岩里祐穂  | 亀井登志夫 | 3:44 |
| 2.                 | 「囁いてジュテーム -Je t'aime-」 | 亜蘭知子  | 織田哲郎   | 3:35 |
| 合計時間:          | 合計時間:                        | 合計時間: | 合計時間:  | 7:19 |

## スタッフ
- ディレクター：足立仁[5]
- プロデューサー：平田久男

## 収録アルバム
- CREAMY TAKAKO（両曲とも、1984年8月25日）
- CREAMY TAKAKO SPECIAL（両曲とも、1985年6月25日）
- 魔法の天使クリィミーマミ ロング・グッドバイ 音楽編（1のカラオケ、1985年8月25日）
- み・ん・な GENKI!（1のみ、1985年11月25日）
- 魔法の天使クリィミーマミ  SONG BOOK・カーテンコール（1のみ、1986年2月25日）
- アニメージュ・メモリアル・コレクション（1のみ、1992年12月21日）
- アニメージュ 魔法少女コレクション（2のみ、2013年8月7日）

## カヴァーしたアーティスト
BIN・KANルージュ
- 中川翔子 - 『しょこたん☆かばー 〜アニソンに恋をして。〜』（2007年5月2日）
- 岩男潤子 - 『ANIME ON BOSSA』（2008年1月30日）
- 鈴木凛×CHERRYBOY FUNCTION- 『キラキラ♡魔女っ娘♡cluv』（2010年2月10日）[6]
- 福井裕佳梨 - 「魔法の天使クリィミーマミ 公式トリビュートアルバム」に収録（2011年2月9日）

囁いてジュテーム -Je t'aime-
- 笠原弘子 - 「魔法の天使クリィミーマミ 公式トリビュートアルバム」に収録（2011年2月9日）

## 関連人物
- 高橋信也 - 「BIN・KANルージュ」が初めてテレビで披露された第19話「マミの一番長い日」（1983年11月4日放送）時の作画監督。これを最後に「綿の国星」の原画をやる為に当番組を退く。